# A Man-sziget és a Hebridák uralkodóinak listája
A Brit-szigeteknek a legnagyobb Brit-szigeten és Ír-szigeten kívül számos apróbb tagja van. Ezek a történelem során hosszabb-rövidebb ideig néhány független királyságot alkottak.
A Man-sziget és a Hebridák a körülöttük elhelyezkedő kisebb szigetekkel együtt már a korai idők óta függetlenek voltak a Brit-szigetek többi részétől. A 8–9. század között a norvég vikingek foglalták el ezeket a szigeteket, ahogyan a Brit-szigetek nagy részét is. A Man-szigetet és a Hebridákat a 9. századtól közös birtokként uralták. A szigetvilág urai előbb a dublini viking királyok, majd az Orkney-szigeteken székelő viking királyok hűbéresei voltak.  1079-től Godred Crovan Man-sziget és a Hebridák királyaként önállósította magát („Man és a Szigetek királya”,  latinul Rex Manniae et Insularum). Utódai a távoli norvég királyok névleges fennhatóságát elismerve, de valójában önálló királyokként uralkodtak. A Man-sziget és a Hebridák közös királysága 1164-ig állt fenn, amikor két külön királyságra vált szét, a Man-sziget Királyságára (Kingdom of Mann) és a Hebridák és környező szigetvilág királyságára (Kingdom of the Isles, azaz a „Szigetek Királysága”).
A Man-sziget 1164 utáni uralkodóiról lásd: A Man-sziget királyainak listája

## A Lordság
| Uralkodó               | Uralkodott      | Megjegyzés |
| ---------------------- | --------------- | ---------- |
| I. Gofraid mac Fergusa | lord: 836, †853 |            |

## Alkirályok a dublini királyságban
| Uralkodó            | Uralkodott         | Megjegyzés                   |
| ------------------- | ------------------ | ---------------------------- |
| Laposorrú Ketil     | al-kir.: 853, †866 | Eredeti nevén: Caitill Find. |
| Tryggvi             | al-kir.: 870, †880 |                              |
| Asbjorn Skerjablesi | al-kir.: 880, †899 |                              |
| Gibhleachan         | al-kir.: 921, †937 |                              |
| Mac Ragnall         | al-kir.: 937, †942 |                              |
| I. Magnus           | al-kir.: 972, †978 |                              |
| II. Godfred         | al-kir.: 978, †989 |                              |

## Alkirályok az Orkney-szigeteki Királyságban
| Uralkodó              | Uralkodott           | Megjegyzés |
| --------------------- | -------------------- | ---------- |
| I. Harald             | al-kir.: 989, †999   |            |
| III. Godfred          | al-kir.: 999, †1000  |            |
| I. Ragnald Godfredson | al-kir.: 1000, †1005 |            |
| Kenneth               | al-kir.: 1005, †1014 |            |

## Alkirályok a Dublini viking királyságban
| Uralkodó          | Uralkodott           | Megjegyzés |
| ----------------- | -------------------- | ---------- |
| Suibne            | al-kir.: 1014, †1034 |            |
| II. Fekete Harald | al-kir.: 1034, †1052 |            |
| Echmarcach        | al-kir.: 1052, †1061 |            |
| I. Murchaid       | al-kir.: 1061, †1070 |            |
| Fingal            | al-kir.: 1070, †1079 |            |

## A Man-sziget és a Hebridák királyai
| Uralkodó                          | Uralkodott                            | Névváltozat                                        | Megjegyzés                       |
| --------------------------------- | ------------------------------------- | -------------------------------------------------- | -------------------------------- |
| IV. Godfred Crovan (* 1038 előtt) | kir.: 1079, †1095                     | Guðrøðr, Gofraid mac meic Arailt, Gofraid Méranech |                                  |
| II. Csupaszlábú Magnus (* 1073)   | kir.: 1098–1102, †1103. augusztus 13. | Magnús Berfœtt                                     | III. Magnus néven norvég király. |
| Jeruzsálemjáró Sigurd (* 1090)    | kir.: 1102–1103, †1130. március 26.   | Sigurðr Jórsalafari                                | I. Sigurd néven norvég király.   |
| Lagman                            | kir.: 1103, †1104                     | Lagmadr, Laghmaind                                 |                                  |
| I. Olaf Morsel (* 1085/6)         | kir.: 1104, †1153. június 29.         | -                                                  |                                  |
| Domnall                           | kir.: 1114, †1115                     | ~mac Teige                                         |                                  |
| II. Murchaid                      | kir.: 1115, †1137                     | Murchadh O'Brian                                   |                                  |
| V. Godfred (* 1140 előtt)         | kir.: 1153–1158, †1187. november 10.  | Gofraidh mac Amhlaibh, Guthrod Olavsson            |                                  |
| Somerled (* 1113)                 | kir.: 1158, †1164                     | Sumarliði, Somhairle, Sorley                       |                                  |